# Koedfoltos
Koedfoltos és un gènere de papallones nocturnes de la subfamília Thyatirinae de la família Drepanidae.

## Taxonomia
- Koedfoltos hackeri Laszlo, G.Ronkay, L.Ronkay & Witt, 2007
- Koedfoltos parducka Laszlo, G.Ronkay, L.Ronkay & Witt, 2007